# Campionati del mondo di atletica leggera indoor 2024 - Salto in alto femminile
La gara del salto in alto femminile dei campionati del mondo di atletica leggera indoor 2024 si è svolta il 1º marzo.

## Podio
| Pos.    | Atleta             | Nazionalità | Misura   |
| ------- | ------------------ | ----------- | -------- |
| Oro     | Nicola Olyslagers  | Australia   | 1,99 m   |
| Argento | Jaroslava Mahučich | Ucraina     | 1,97 m   |
| Bronzo  | Lia Apostolovski   | Slovenia    | 1,95 m = |

## Situazione pre-gara

### Record
Prima di questa competizione, il record del mondo e il record dei campionati erano i seguenti.
| Record                | Prestazione | Atleta                      | Data e luogo                           | Competizione                     |
| --------------------- | ----------- | --------------------------- | -------------------------------------- | -------------------------------- |
| Record mondiale       | 2,09 m(o)   | Stefka Kostadinova Bulgaria | 30 agosto 1987 Roma, Italia            | Campionati del mondo 1987        |
| Record dei campionati | 2,05 m      | Stefka Kostadinova Bulgaria | 8 marzo 1987 Indianapolis, Stati Uniti | Campionati del mondo indoor 1987 |

### Campionesse in carica
Le campionesse in carica a livello mondiale erano:
| Campionessa     | Atleta                      | Prestazione | Data e luogo                      | Competizione                     |
| --------------- | --------------------------- | ----------- | --------------------------------- | -------------------------------- |
| Olimpica        | Mariya Lasitskene ROC       | 2,04 m(o)   | 7 agosto 2021 Tokyo, Giappone     | Giochi della XXXII Olimpiade     |
| Mondiale        | Yaroslava Mahuchikh Ucraina | 2,01 m(o)   | 27 agosto 2023 Budapest, Ungheria | Campionati del mondo 2023        |
| Mondiale indoor | Yaroslava Mahuchikh Ucraina | 2,02 m      | 19 marzo 2022 Belgrado, Serbia    | Campionati del mondo indoor 2022 |

### La stagione
Prima di questa gara, le atlete con le migliori tre prestazioni dell'anno erano:
| Pos. | Atleta                     | Prestazione | Data e luogo                                         |
| ---- | -------------------------- | ----------- | ---------------------------------------------------- |
| 1    | Jaroslava Mahučich Ucraina | 2,04 m      | 31 gennaio 2024 Cottbus, Germania                    |
| 2    | Nicola Olyslagers          | 2,03 m(o)   | 27 gennaio 2024 Canberra, Australia                  |
| 3    | Lamara Distin              | 2,00 m      | 24 febbraio 2024 Fayetteville, Stati Uniti d'America |
| 3    | Natal'ja Spiridonova       | 2,00 m      | 25 febbraio 2024 Mosca, Russia                       |

## Risultati

### Finale
La finale diretta si è tenuta il 1º marzo alle ore 19:41.
| Pos     | Atleta              | Nazionalità   | 1,84 | 1,88 | 1,92 | 1,95 | 1,97 | 1,99 | 2,02 | Risultato | Note |
| ------- | ------------------- | ------------- | ---- | ---- | ---- | ---- | ---- | ---- | ---- | --------- | ---- |
| Oro     | Nicola Olyslagers   | Australia     | -    | o    | o    | o    | xo   | xxo  | xxx  | 1,99 m    |      |
| Argento | Jaroslava Mahučich  | Ucraina       | -    | -    | o    | o    | o    | xxx  |      | 1,97 m    |      |
| Bronzo  | Lia Apostolovski    | Slovenia      | o    | o    | o    | o    | x-   | r    |      | 1,95 m    | =    |
| 4       | Christina Honsel    | Germania      | o    | xo   | xo   | o    | xxx  |      |      | 1,95 m    | =    |
| 5       | Angelina Topić      | Serbia        | o    | xo   | xxo  | x-   | xx   |      |      | 1,92 m    |      |
| 6       | Morgan Lake         | Gran Bretagna | xo   | xxo  | xxo  | x-   | xx   |      |      | 1,92 m    | =    |
| 7       | Tatiana Gusin       | Grecia        | xo   | o    | xxx  |      |      |      |      | 1,88 m    |      |
| 8       | Nadežda Dubovickaja | Kazakistan    | o    | xxo  | xxx  |      |      |      |      | 1,88 m    |      |
| 9       | Julija Levčenko     | Ucraina       | o    | xxx  |      |      |      |      |      | 1,84 m    |      |
| -       | Daniela Stanciu     | Romania       | xxx  |      |      |      |      |      |      | nm        |      |
| -       | Vashti Cunningham   | Stati Uniti   |      |      |      |      |      |      |      | dns       |      |